# 若松恵比須神社
若松恵比須神社（わかまつえびすじんじゃ）は、福岡県北九州市若松区にある神社である。旧社格は村社で、現在は神社本庁の別表神社。通称「若松のおえべっさん」。
若戸大橋の高架橋の真下にあるため、あまり目立たないが、若松の中心街には近い。

## 祭神
事代主命と大国主命を主祭神とし、大山咋神・天照皇大御神・素盞嗚命・武内宿禰命を配祀する。

## 歴史
社伝（『恵比須神社縁起』）によれば、仲哀天皇と神功皇后が熊襲征伐のため洞海から岡津へ船で移動するとき、岡県主熊鰐が、「天皇様は外海をお進み下さい、皇后様は波静かな内海をお進み下さい。」と奏上したことを受け、皇后の船が内海の洞海湾を進んだとき、急に船が動かなくなったので武内宿禰が海底を調べさせたところ、光り輝く玉の石があがったという。この石こそ海神が皇后の聖旅を守るみしるしの霊石であるとして、畏み勅命を奉じて、祀った祠が当社の始まりであるとする。その後、再びこの地を訪れた武内宿禰が祠脇の聖地に小松を手植えして「海原の滄溟たる松の青々たるわが心も若し」と歓びの歌を詠み、これが「若松」の地名の起こりであるといわれている。
他に、村上天皇の時代に蛭子大神宮が創建されたという伝承もある。

## 交通
- 北九州市営バス 若松区役所下車
- 九州旅客鉄道筑豊本線 若松駅から徒歩15分
- 若戸渡船 若松渡場から徒歩5分